# Nieśplik japoński
Nieśplik japoński (Eriobotrya japonica (Thunb.) Lindl.) – gatunek drzew z rodziny różowatych (Rosaceae) rosnący naturalnie w południowo-wschodnich Chinach. W polskiej literaturze określany również nazwami: miszpelnik japoński, groniweł japoński i kosmatka japońska. W handlu czasem znany pod nazwą lokwat lub szesek. W przeszłości utożsamiany z gatunkami z rodzaju Mespilus, szczególnie z Mespilus japonica. W Polsce nie jest uprawiany, sporadycznie można spotkać przetwory z owoców i preparaty lecznicze.

## Morfologia

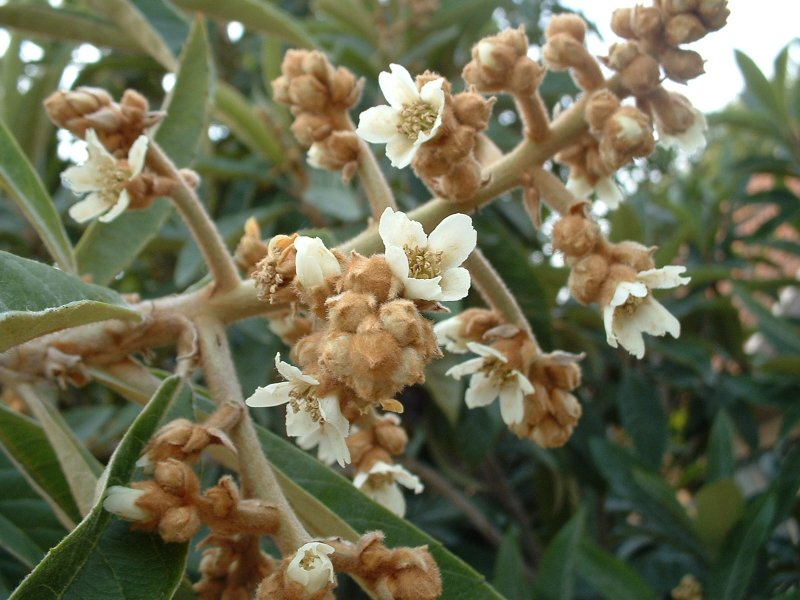
Kwiatostan nieśplika japońskiego

PokrójDuży krzew lub małe drzewo o kulistej koronie. Drzewo może osiągać 5–10 m wysokości, lecz najczęściej jest mniejsze i ma 3–4 m. Pień jest krótki a młode gałęzie obficie omszone.
LiściePojedyncze, zimozielone, naprzemianległe, wydłużone, o długości 10–25 cm. Blaszka liściowa jest gruba, skórzasta, z brzegiem ząbkowanym. Spodnia strona liścia pokryta jest gęstym kutnerem o żółto-brązowej barwie. Młode liście także na wierzchniej stronie pokryte są włoskami, lecz dość szybko je tracą.
KwiatyKorona osiąga około 2 cm średnicy, z płatkami barwy białej, działek kielicha jest pięć. Kwiaty formują kwiatostan – wiechę, składającą się z 3–10 kwiatów. Kwiaty mają słodkawy, ciężki aromat wyczuwalny z dużej odległości, są owadopylne, atrakcyjne dla pszczół i os.
OwoceZgrupowane są zwykle po kilka w owocostany, są okrągłego lub owalnego, lekko gruszkowatego kształtu. Mają 3–5 cm długości, są gładkie lub pokryte meszkiem, żółte lub pomarańczowe, czasem z czerwonym rumieńcem. Soczysty i aromatyczny miąższ, najczęściej żółty, jest słodki z lekko kwaskowatym lub kwaśnym posmakiem. Gniazdo nasienne jest pięciokomorowe, w okresie dojrzałości zawiera duże, brązowe nasiona.

## Zastosowanie
Roślina leczniczaSurowiec zielarski: syrop z owoców ma właściwości wykrztuśne i jest stosowany w medycynie chińskiej jako syrop na kaszel. Liście wraz z innymi składnikami znane są jako pipa gao (枇杷膏; pinyin: pípágāo; dosłownie: pasta loquat), działają jako substancja rozpuszczająca śluz, która ponadto łagodzi podrażnienia układu pokarmowego i oddechowego. Jako preparat leczniczy stosuje się także lekkie wino z owoców. Jako surowiec zielarski wymienia się kwiaty, liście i owoce.
Roślina jadalnaZe względu na wysoką zawartość cukrów prostych (6% cukrów – glukozy i fruktozy) i pektyn jest porównywany do jabłka – owocu gatunku o bliskim pokrewieństwie. Jest spożywany na surowo jako owoc deserowy lub w mieszance sałatkowej z innymi owocami. Jędrne, lekko niedojrzałe owoce są przeznaczane do pieczenia ciast i placków. Są również powszechnie przerabiane na dżemy, galaretki, sosy przyprawowe, a także siekane i podawane z syropem. W Japonii nieśplika spożywa się na surowo lub w postaci owoców w zalewie ze względu na słodki miąższ. Przetwórstwo obejmuje produkcję galaretek i dżemów, a odpad sięga 30% z uwagi na duży udział nasion.
Roślina używkowaOwoce poddaje się fermentacji dla uzyskania wina. Czasem fermentuje się czysty sok z cukrem, często dodając cytrynę lub sok z cytryny, ponieważ owoce nieśplika mają bardzo niską kwasowość.
Roślina ozdobnaJest uprawiana w wielu rejonach świata jako roślina ozdobna. Atrakcyjnie wyglądają owoce w okresie dojrzewania, a ponadto ozdobne są dość duże omszone liście i pędy.
Inne zastosowaniaOwoc ma wysokie walory dietetyczne dzięki niskiej zawartości tłuszczów nasyconych i sodu oraz wysokiej zawartości witaminy A, błonnika, witaminy B6, potasu i magnezu. Podobnie jak inne rośliny nie zawiera cholesterolu.

## Uprawa

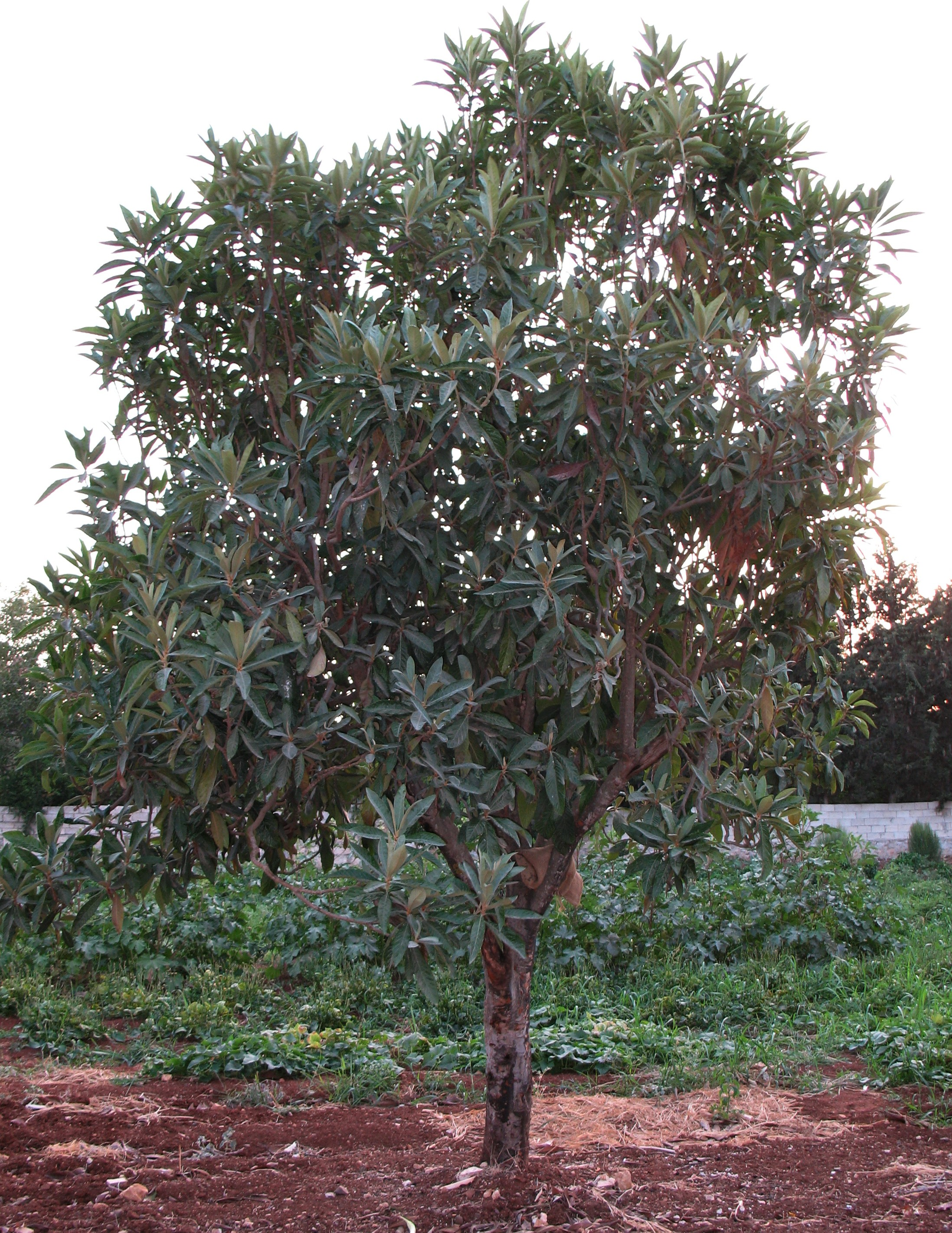
Drzewko nieśplika japońskiego na plantacji w Syrii

Historia uprawyNieśplik japoński jest łatwy w uprawie, obecny w Chinach i Japonii już od starożytności. Prawdopodobnie, jako pierwszy Europejczyk, opisał tę roślinę w swej Florze sinensis, polski jezuita Michał Boym, ale jego opis został niezrozumiany i K.P. Thunberg zaklasyfikował drzewo na podstawie opisów pochodzących od badaczy pracujących w Japonii (stąd przymiotnik gatunkowy). Do Europy sprowadzony w 1787. W uprawie jako drzewo ozdobne obecny jest w Kalifornii od lat siedemdziesiątych XIX wieku. Krótko po sprowadzeniu zaczęto go uprawiać w wilgotnej, południowej części Teksasu. Gatunek stopniowo rozprzestrzenił się po całym świecie i obecnie można go spotkać we wszystkich krajach basenu Morza Śródziemnego, na południu Afryki, w Ameryce Południowej, w Indiach. W uprawie jest wiele odmian o białym lub pomarańczowym miąższu.
WymaganiaDrzewo toleruje silne wiatry oraz spadki temperatury do -10°C, lecz kwiaty i owoce uszkadza niewielki przymrozek (strefy mrozoodporności 8 – 11. Najlepiej rośnie w pełnym słońcu, choć także toleruje częściowe zacienienie. Najlepiej rośnie na glebach o średniej żyzności, od lekko gliniastych do ciężkich, a nawet kamienistych.
RozmnażanieNajczęściej stosuje się rozmnażanie z siewu. Odmiany uprawne (kultywary) rozmnaża się przez szczepienie, gdzie podkładką są najczęściej dzikie siewki jabłoni, gruszy lub ognika. Dla osłabienia wzrostu jako podkładkę można stosować, podobnie jak dla gruszy, wegetatywnie rozmnażaną pigwę.
PielęgnacjaDla ochrony przed ptakami i oparzeniami słonecznymi owoce często się torebkuje krótko po kwitnieniu. Jest gatunkiem łatwo ulegającym zarazie ogniowej i dlatego należy unikać kontaktu z gatunkami łatwo zapadającymi na tę chorobę, takimi jak grusza pospolita, ognik, głóg.
Zbiór i przechowywanieOwoce należy zbierać w momencie gdy są już całkowicie dojrzałe. Najczęściej ma to miejsce około 90 dni po kwitnieniu. Kryterium głównym jest barwa – nadające się do spożycia owoce są żółte lub pomarańczowe, często z wykształconym rumieńcem.

## Odmiany uprawne
W uprawie występuje bardzo wiele odmian, szacunkowo około 800, które podzielone są na dwie główne grupy: Grupa Chińska i Grupa Japońska, ale spotyka się także mniejsze grupy powstałe w innych krajach (np. Libańska lub Algierska). W Japonii znaczenie gospodarcze ma około 50 odmian. Do najczęściej spotykanych należą:
- Advance (Grupa Japońska) – otrzymana w Kalifornii w 1897. Owoce są skupione w liczebnie dużych owocostanach, mają kształt gruszkowaty. Są dość duże, żółte z grubą skórką o żółtej barwie i o żółtym miąższu. Drzewo wyróżnia się słabym wzrostem i wysoką odpornością na zarazę ogniową.
- Champagne (Grupa Japońska) – często mylona z inną popularną odmianą, Early Red. Wyselekcjonowana i wprowadzona do uprawy w Kalifornii około 1908 roku. Owoce wydłużone, gruszkowate, o zróżnicowanej wielkości (w zależności od warunków uprawy). Gruba, twarda, napięta skórka ma barwę ciemnozłotą. Miąższ jest miękki, soczysty, lekko kwaskowaty do słodkiego. Bardzo dobrze się przechowuje. Jest odmianą częściowo samopylną.
- Tanaka (Grupa Chińska) – przypadkowa siewka wprowadzona do uprawy w 1902 roku, spotykana na całym świecie. Odmiana bardzo popularna, w Japonii stanowiąca około 35% produkcji, w Izraelu ponad 10%. Owoce dość duże w zależności od warunków uprawy (30–80 g). Kształt jest jajowaty lub kulisty; skórka pomarańczowa, miąższ brunatno-pomarańczowy, gruboziarnisty, jędrny, soczysty, słodki. Ma niewielką liczbę nasion (2–4). Owocuje corocznie, dojrzewa na początku maja. Wyróżnia się wysoką wytrzymałością na mróz.
- Precoce de Itaquera – uprawiana powszechnie w Brazylii, prawdopodobnie jest tamtejszym typem odmiany Mogi. Owoce mają gruszkowaty kształt, są ciemnopomarańczowe, drobne (25,3–29,1 g). Miąższ jest kwaśno-słodki. Odmiana bardzo plenna, jedno drzewo rodzi 1500–2000 owoców. Łatwo ulega poparzeniom słonecznym.
- Wolfe – siewka odmiany Advance wyselekcjonowana w Agricultural Research and Education Center na Uniwersytecie Floryda. Ma lekko gruszkowaty kształt, 4,5–5 cm długości i 2,5–3,2 cm szerokości. Powierzchnia jest omszona, ciemnożółta. Owoc jest soczysty, jędrny, bardzo aromatyczny, kwaskowaty lecz także bardzo słodki. Owocuje prawie corocznie.